# Anna Lois White
Anna Lois White, ou, simplesmente, Lois White, (Auckland, 2 de novembro de 1903 - Auckland, 13 de setembro de 1984) foi uma pintora neozelandesa. Ela lecionou na Elam Art School da Universidade de Auckland de 1927 a 1963.

## Biografia
Lois White, cujas obras figurativas e alegóricas marcaram significativamente a cena artística local entre as décadas de 1930 e 1950 era proveniente de uma família de classe média metodista. Cresceu em um ambiente que incentivava a arte, mas também a submetia a tensões religiosas e morais que influenciariam sua carreira artística. Estudou na Elam School of Art entre 1923 e 1927, destacando-se em pintura figurativa sob a direção de A. J. C. Fisher, cuja orientação foi essencial para o desenvolvimento de suas habilidades.
Após completar seus estudos, White ingressou como tutora na Elam, onde permaneceu até sua aposentadoria em 1963.
Na década de 1930 e no início da década de 1940, Lois White firmou-se como uma das artistas mais notáveis de Auckland, alcançando visibilidade significativa no cenário artístico neozelandês. Seu trabalho, amplamente figurativo e frequentemente alegórico, era reproduzido em jornais locais, o que conferia à sua obra uma presença constante no debate público. As resenhas da época enalteciam a relevância temática de suas pinturas, que abordavam com sutileza questões prementes da sociedade. Sua obra mais célebre e controversa desse período, "War Makers" (1937), foi repetidamente mencionada como uma crítica contundente ao belicismo, expressando um claro posicionamento anti-guerra. Ao longo desses anos, White intercalou sua produção de comentários sociais com a criação de alegorias religiosas e femininas, bem como retratos e comissões para murais. Suas alegorias femininas, compostas por figuras modeladas em amigos e alunos, simbolizavam uma celebração da sexualidade feminina em sua plenitude. Embora essas obras fossem inicialmente consideradas animadas, vigorosas e, por vezes, meramente decorativas, foi somente na retrospectiva de 1994, organizada pela Auckland City Art Gallery, que a profundidade e a importância dessas criações foram plenamente reconhecidas como elementos centrais de sua produção artística.
O período entre 1947 e 1951 representou o ápice da carreira produtiva de White. Nesse momento, sua técnica de pintura havia alcançado um nível de refinamento extraordinário, permitindo-lhe explorar de forma magistral a ampla gama de materiais artísticos disponíveis no período pós-guerra. Paralelamente, foi nessa época que sua reputação artística começou a sofrer um gradual declínio, especialmente em Auckland, onde sua obra passou a ser vista como reacionária em relação às novas tendências modernistas e abstratas que emergiam no campo da arte. Muitas de suas criações mais significativas nesse período foram produzidas em colaboração com o New Group, um coletivo de artistas figurativos formados pela Elam School of Art, do qual White foi cofundadora em 1948. Esses artistas privilegiavam a figuração e o desenho rigoroso, em contraste com o experimentalismo dos artistas mais jovens que se voltavam para o modernismo. Assim, o trabalho de White foi frequentemente interpretado como uma resposta conservadora às inovações estéticas que estavam revolucionando o panorama artístico da época.
A partir de 1954, quando Colin McCahon assumiu a curadoria da Auckland City Art Gallery, White encontrou dificuldades em manter-se no circuito das exposições de arte contemporânea. McCahon, alinhado com as correntes modernistas e semi-abstratas, preteriu a obra de White, cujas explorações simbólicas e figurativas foram consideradas ultrapassadas. Sem o apoio de um público mais amplo e desprovida de espaços expositivos que promovessem seu trabalho, White viu sua produção diminuir drasticamente. Entretanto, permaneceu ligada à Elam como tutora até sua aposentadoria em 1963, sendo uma das últimas representantes da geração de A. J. C. Fisher a deixar a instituição. Pouco antes de sua aposentadoria, White viajou pela Europa na companhia de Ida Eise, sua colega e amiga de longa data, visitando museus, galerias e igrejas, e alimentando seu apreço pela arte europeia clássica.
Foi apenas em 1975 que Lois White voltou a captar a atenção do mercado de arte, quando o renomado marchand Peter McLeavey, de Wellington, visitou sua casa em Blockhouse Bay. Lá, ele encontrou uma artista que se autodefinia como "antiquada", rodeada por muitas de suas primeiras composições, empilhadas no estúdio e na garagem. Dois anos depois, em 1977, McLeavey organizou a primeira exposição individual de White, reintroduzindo seu trabalho no cenário artístico e despertando o interesse de colecionadores e instituições culturais. Já aos 74 anos, White finalmente experimentou uma renovada apreciação por sua obra, após décadas de relativo ostracismo.